# Verdrag van Praag (1866)
Het Verdrag van Praag of de Vrede van Praag (23 augustus 1866) was een verdrag tussen Pruisen en Oostenrijk dat de Pruisisch-Oostenrijkse Oorlog (ook wel: Duitse Oorlog) beëindigde.
Om inmenging van Rusland of Frankrijk in het conflict met Oostenrijk te voorkomen was Bismarck gebaat bij een snelle vrede met Oostenrijk. Napoleon III van Frankrijk proclameerde dat Frankrijk gewapend zou bemiddelen en zo riskeerde Pruisen een oorlog op twee fronten. Daarom ging Bismarck akkoord met een onmiddellijke terugtrekking van de troepen, de repatriëring van de krijgsgevangenen en een vrede zonder herstelbetalingen of territoriale concessies van de kant van Oostenrijk. Dit was tegen de zin van koning Frederik Willem IV van Pruisen, maar Bismarck wist hem in slot Nikolsburg toch te overtuigen.
Als overwinnaar bekwam Pruisen wel dat de Duitse Bond werd ontbonden en Sleeswijk-Holstein, Hannover, Hessen-Kassel, Nassau en Frankfurt werden geannexeerd door Pruisen. De in oprichting zijnde Noord-Duitse Bond werd via dit verdrag door Oostenrijk erkend: Pruisen kreeg de vrije hand in de herinrichting van Duitsland ten noorden van de rivier de Main. De Zuid-Duitse staten –Beieren, Württemberg, Baden en Hessen-Darmstadt– werd de mogelijkheid geboden zich op enigerlei wijze onderling per afzonderlijk verdrag te verbinden in een "Zuid-Duitse Bond", maar dit is nooit gebeurd, mede door onderlinge onenigheid. Hoewel zij formeel onafhankelijk waren geworden, kwamen de Zuid-Duitse staten door geheime militaire verdragen in de Pruisische invloedssfeer.